# Julien Duboué
Pour le médecin français, voir Pierre-Henri Duboué.
Julien Duboué, né le 2 août 1981 à Dax (Landes), est un chef cuisinier français. 
Il se fait connaitre du grand public en participant à la saison 5 de Top Chef, diffusée sur M6 en 2014 et en animant l'émission Cuisine Impossible sur TF1 en 2020.

## Biographie

### Formation et débuts
Julien Duboué naît le 2 août 1981 à Dax,. Féru de rugby, il s’exerce à la discipline durant plusieurs années, obtenant le titre de Champion de France cadet avec Peyrehorade, avant de se tourner vers la restauration. Il étudie au lycée hôtelier de Biarritz. Après 3 mois de stage auprès du chef étoilé Jean Coussau, Julien commence sa carrière au Relais de la Poste, à Magescq. 
En 2001, Julien Duboué s'installe à Paris et poursuit son parcours au sein d'établissements étoilés. Il travaille au Carré des Feuillants avec le chef Alain Dutournier, puis devient chef de partie au George V durant plus de 2 ans. Il travaille également chez Daniel Boulud, à New-York pendant 1 an.

### Top Chef et présence télévisuelle
En 2014, Julien Duboué intègre la saison 5 de Top Chef. Éliminé en tout début de concours, il réintègre ensuite le concours pour deux semaines supplémentaires
En 2019, il apparaît dans la saison 1 de À la table des Top Chef, un programme du groupe M6 qui revient sur le parcours et l'univers d'anciens candidats.
En 2020, il co-anime sur TF1 l'émission Cuisine Impossible avec son confrère, le chef colombien Juan Arbelaez, également ancien candidat de Top Chef. Dans ce programme, les deux chefs s'affrontent lors de duels culinaires à travers le monde.

### Autres projets dans la restauration
Julien Duboué promeut la cuisine du sud-ouest. En 2007, il ouvre Afaria, son premier établissement à Paris, qui propose des produits frais et locaux de cette région.
En 2010, il lance Dans les Landes, à Paris. Le chef y propose des tapas revisités aux saveurs des Landes. L'établissement a depuis fermé ses portes.
En 2014, le chef inaugure A Noste, un concept composé de deux restaurants, basé dans le quartier parisien de la Bourse. L'un propose des tapas, tandis que l'autre dispose d'une cuisine gastronomique.
En 2017, Duboué dévoile Corn'r, une nouvelle adresse parisienne où l'on retrouve une cuisine faite exclusivement de maïs. Le restaurant a depuis fermé ses portes.
En 2018, Julien Duboué ouvre B.O.U.L.O.M, acronyme de Boulangerie Ou L'On Mange. L'établissement de 500 m2 situé dans le 18e arrondissement de la capitale, est un concept composé d'une boulangerie et d'un buffet à volonté. 
Il lance La Dalle en 2019, un concept de street food haut-de-gamme implanté dans le quartier d'affaires de La Défense. L'établissement ferme après neuf mois d'exploitation, affecté par deux mois de grèves et trois mois sous la crise du Covid-19.

## Publications
- Sud-Ouest: Un concentré de convivialité en 80 recettes, Ducasse édition, 1er octobre 2016, 276 p., 22 × 14 cm (ISBN 978-2-84123-865-1)
- 100 % Maïs - Naturellement sans gluten, Ducasse édition, 14 septembre 2017, 83 p. (ISBN 978-2-84123-922-1)
- 1 plat/3 repas pour toute la famille: 60 recettes faciles et une famille qui se régale !, Larousse, 9 septembre 2020, 143 p. (ISBN 978-2-03-597384-9)
- Je cuisine pour Gaspard et Alba, Larousse, 9 septembre 2020, 144 p. (ISBN 978-2-03-597385-6)